# Patuxai

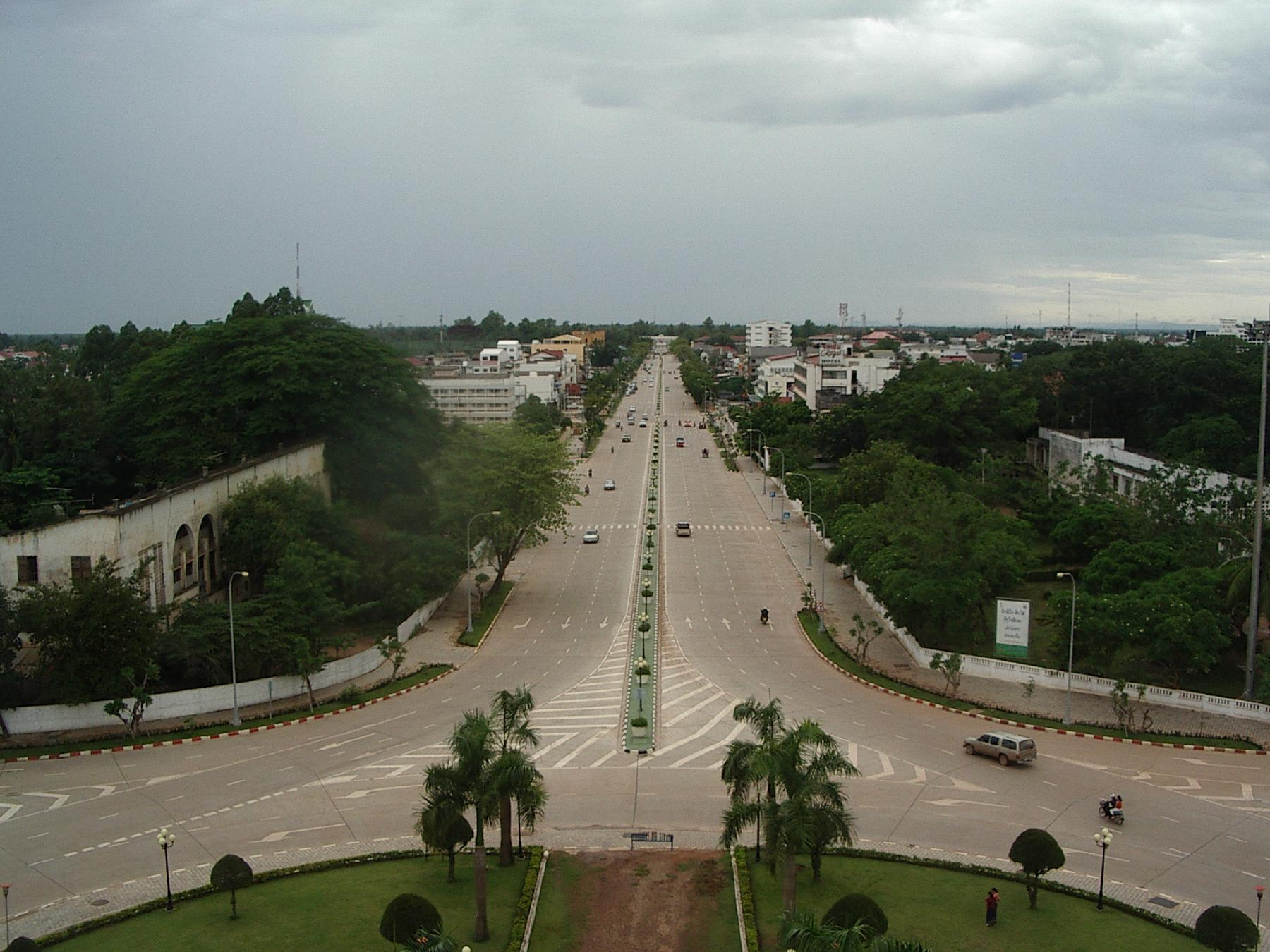
Vista desde lo alto del Patuxai, la avenida hacia el Oeste.

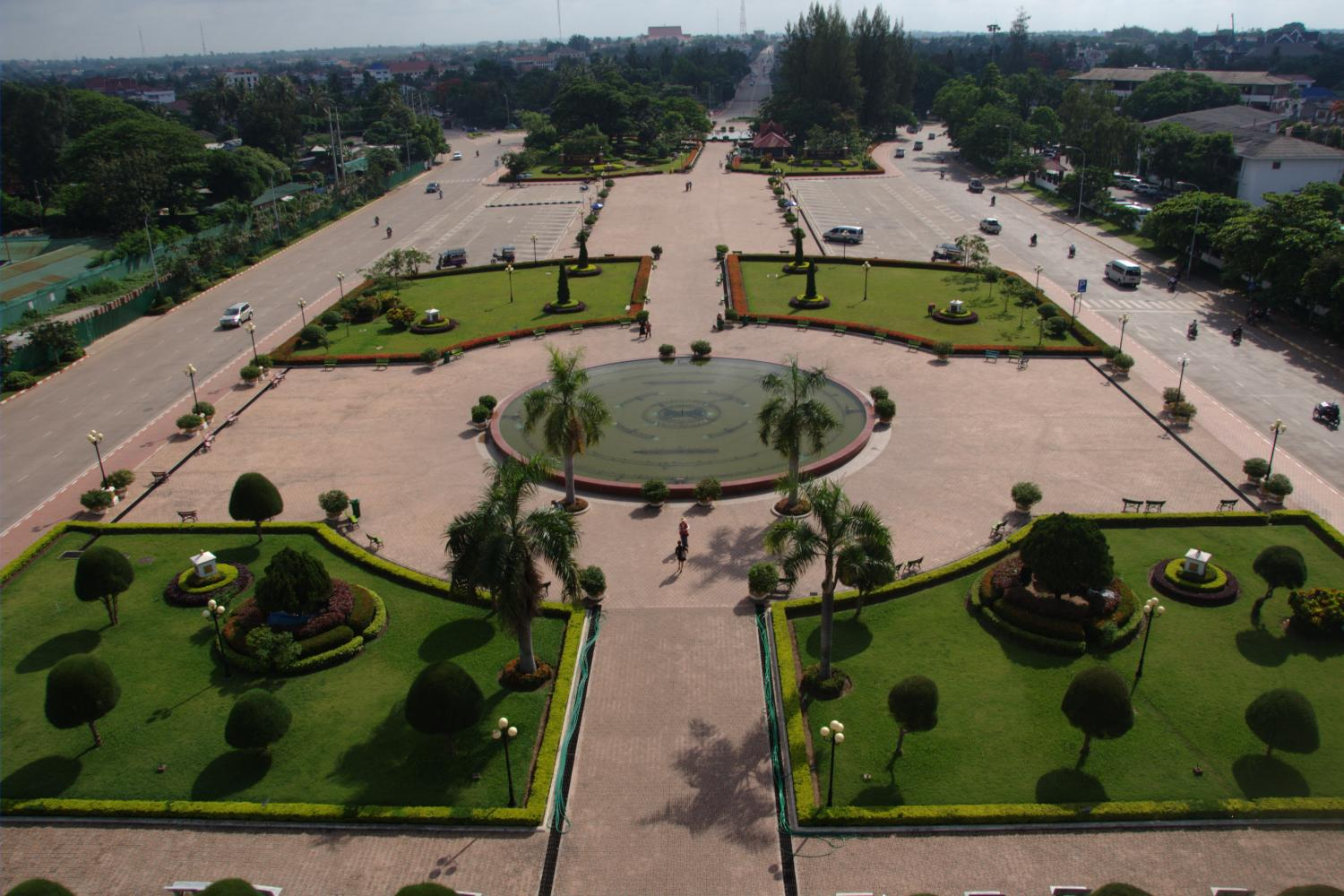
Vista desde lo alto del Patuxai, vista de la plaza hacia el Este.

El Patuxai es el arco de triunfo de la ciudad de Vientián, en Laos. Patuxai significa “Puerta Victoria” y anteriormente se le llamaba Monumento Anusavari. Fue construido a partir de 1962 hasta 1968, en memoria de los fallecidos en la guerra de la independencia de Laos frente a Francia. Los fondos económicos para la obra fueron desviados desde unos fondos cedidos por Estados Unidos para construir un nuevo aeropuerto.17°58′14″N 102°37′06″E / 17.9705, 102.618368.
Vientián se caracteriza por ser una ciudad amplia y esto se ve también en el terreno que rodea al Patuxai. Se yergue en una plaza ajardinada en el centro de una avenida principal con un amplio parque, con dos estanques, ajardinado con palmeras y otros árboles.
Se puede visitar durante el día, desde lo alto se disfruta de una vista panorámica de la ciudad.

## Estructura
Arquitectónicamente el Patuxai sigue las normas constructivas de una gran puerta conmemorativa. Se puede pensar en una emulación del gran Arco de Triunfo de París.
Esencialmente nos encontramos con una estructura de puerta en arco de cañón en cruz sustentado por cuatro grandes pilares. Sobre las cuatro puertas una altura en frontón triangular, con ornamentos. Sobre este conjunto una terraza con frisos y adornos. El conjunto se corona con cinco estancias techadas con cúpulas, cuatro sobre los ángulos y una central más grande que sustenta un último cuerpo con aberturas y remate en cupulilla a la que se accede por una curiosa escalera de caracol.
Las proporciones del conjunto se dividen en dos bloques:
El primero es el cuerpo principal del monumento que se divide del siguiente modo:
- 1/4 del bloque principal para las bases de los pilares.(n.º 7)
- 1/2 para las puertas o arcos mayores.
- 1/4 para el frontón en relieve sobre los arcos.(n.º 5)
- 1/4 para los frisos y ornamentos (n.º 4).

El segundo bloque está formado por las 5 salas con cúpulas que se dividen del siguiente modo:
- 1/3 para la altura de los muros (n.º 3).
- 1/3 para los techos en cúpula (n.º 2)
- 1/3 para el remate del bloque central.(n.º 1)

Los número entre paréntesis indican la localización del elemento descrito en la imagen)

## Ornamentación
Las proporciones imitan los cánones clásicos de este tipo de monumento, pero los adornos y algunos bloques del conjunto están adaptados a la tradición y gustos del país. El conjunto presenta el aspecto ondulante y de volúmenes rebosantes de otras construcciones del sureste asiático.
Dentro del ciclo ornamental del edificio encontramos elementos tradicionales, entre ellos destacan:
- las figuras de Kinnari, que son unas mujer-pájaro de la mitología laosiana.
- las agujas doradas sobre los techos en cúpula, similares a las de los templos budistas del país.

## Visita
El edificio se puede visitar durante el día. Se asciende a la cubierta o terraza superior, con cinco salas, y desde la central por unas escaleras de caracol a la cima del edificio . Está prohibido el uso de cámaras fotográficas, y así se hace saber en numerosos carteles, pero nadie hace caso de los mismos. Los fines de semana se halla un poco saturado. Para el visitante resulta curioso el uso del edificio como soporte para exponer frases compuestas con bombillas, como también se hace en las mezquitas de Estambul.